# Berlagebrug (Amsterdam)

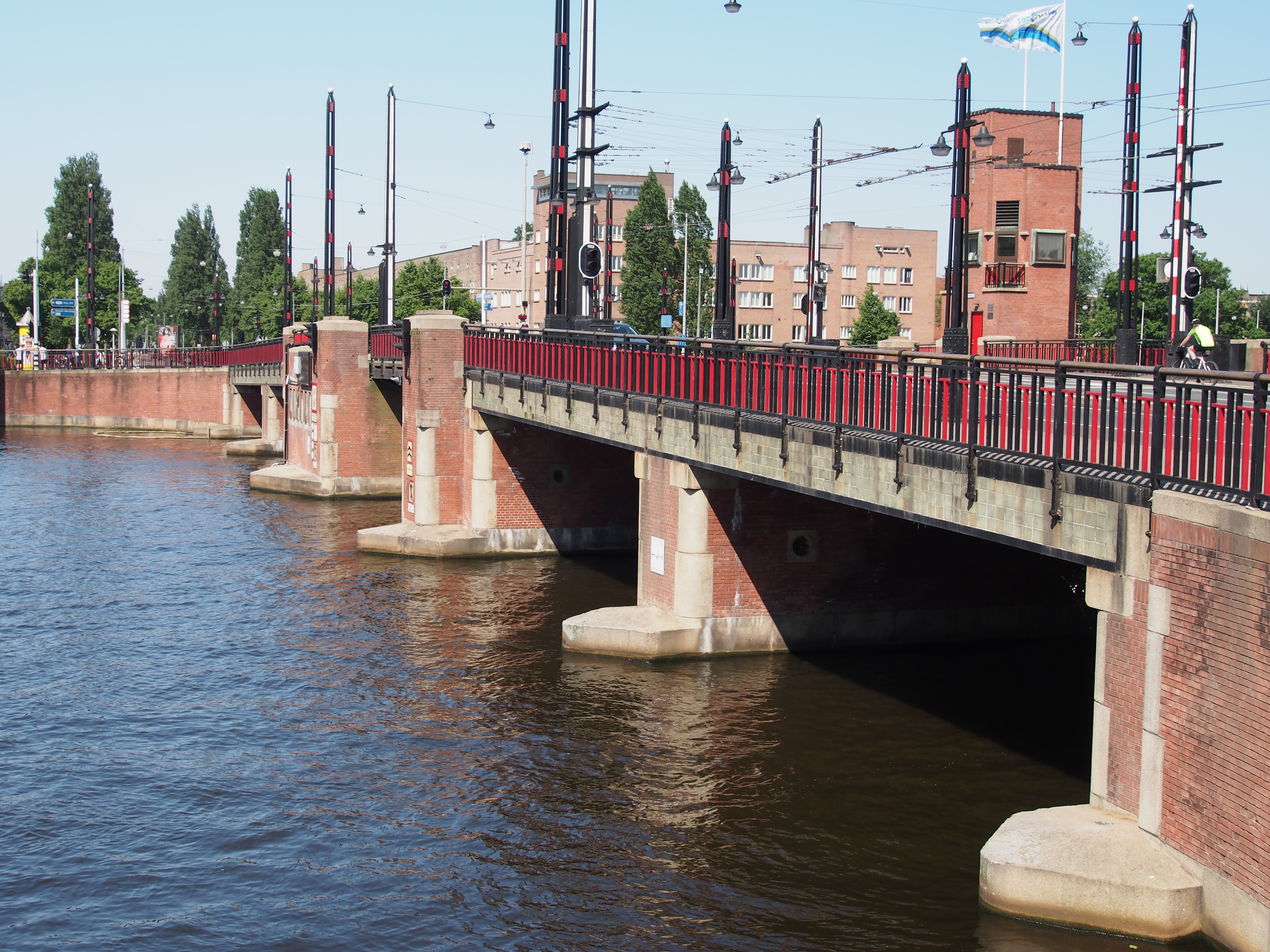
De Berlagebrug in 2016

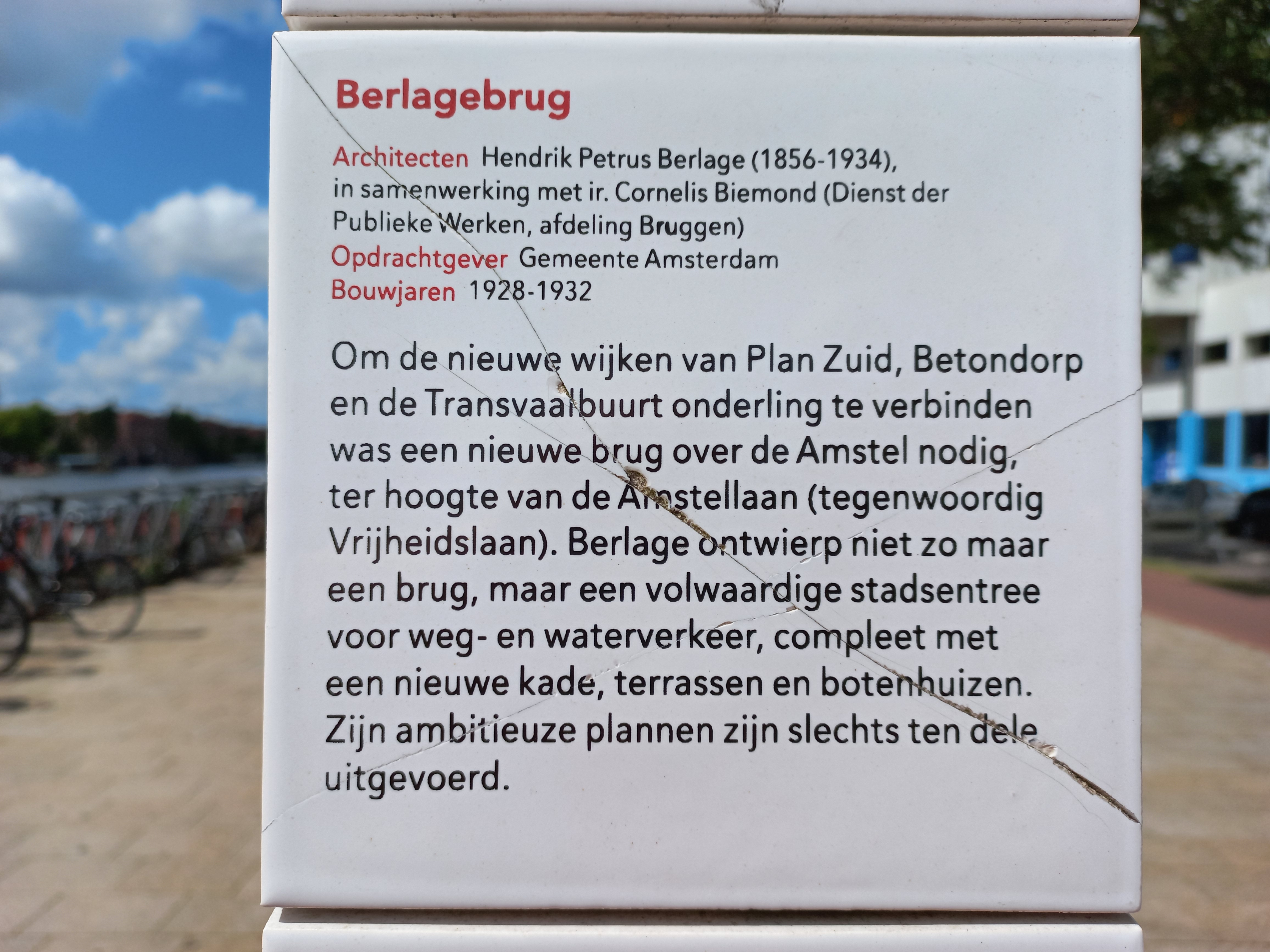
Monumententegel (juli 2023)

De Berlagebrug (vroeger Amstelbrug; brug nr. 423) is een van de Amsterdamse brug over de Amstel. Zij werd voor wat betreft esthetiek  ontworpen door architect Hendrik Petrus Berlage en voor wat betreft techniek door Cornelis Biemond werkzaam voor de Dienst der Publieke Werken . Hij vormt verkeerstechnisch de verbinding tussen de Vrijheidslaan in de Rivierenbuurt in Amsterdam-Zuid) enerzijds en Mr. Treublaan in de Weesperzijdebuurt in Amsterdam-Oost en Watergraafsmeer anderzijds. De brug is in 2008 samen met de Schollenbrug aangewezen als rijksmonument. De brug heeft zelf deels adres Amsteldijk 134 (brugwachtershuis).

## Geschiedenis
In 1925 werd de Amstellaan (na de oorlog Stalinlaan en vanaf 1956 Vrijheidslaan) voltooid. Het door Berlage ontworpen nieuwe stadsdeel Plan Zuid had echter nog geen directe verbinding met de oostkant van de stad, alhoewel Berlage hier al in 1915 een brug had voorzien.. De barrière was er in de vorm van de Amstel. In zijn ontwerp had architect Berlage wel rekening met de ontsluiting van Plan Zuid gehouden. Snelle verbetering van de infrastructuur werd noodzaak omdat aan de andere zijde van de Amstel middels stadsuitbreiding ook de Transvaalbuurt en Betondorp waren gesticht. De Nieuwe Amstelbrug (Ceintuurbaanbrug) was sinds 1903 de dichtstbijzijnde vaste oeververbinding en ter hoogte van de Amstellaan was een pontje. In 1911 werd door de Zuidergasfabriek iets zuidelijker een veerdienst ingesteld die in 1927 door de gemeente werd overgenomen. Deze dienst werd opgeheven twee jaar na de opening van de Utrechtsebrug in 1954 na de komst van een Omvalbrug in de Spaklerweg in 1956.
Vanuit de Publieke Werken was eerst Piet Kramer, de bruggenman aldaar, aangewezen, maar lobbywerk van met name Zeeger Gulden, die met Berlage samenwerkte aan het Mercatorplein leverde Berlage hier werk op. Dit kwam mede tot stand omdat de gemeente en diverse architecten het werk van Piet Kramer in de Amsterdamse School niet fraai vonden. Ook wilde de gemeente Amsterdam Berlage eren voor zijn werk voor de stad.
Besloten werd ook daar een brug aan te leggen. Berlage kreeg dus de opdracht een architectonisch ontwerp te maken. In eerste instantie was Wichert Arend de Graaf van de gemeentelijke Dienst der Publieke Werken verantwoordelijk voor het technisch ontwerp; toen zijn tijdelijke benoeming haar einde vond, nam Biemond, hoofd directie bruggen van de Publieke Werken dat over. Zij werden geconfronteerd met drie grote problemen. Het eerste was dat de Amstel te allen tijde bevaarbaar moest blijven; stremming tijdens de bouw was geen optie. In dat kader moest ook gedacht worden aan de roeiwedstrijden die op dit deel van de Amstel (Amstelbaan) gehouden werden, de Bosbaan was er nog niet. Het tweede probleem was de breedte van de brug in combinatie met de lengte; de Amstel is hier ruim 100 meter breed. Het derde probleem was het verschil in niveau van de te verbinden gebieden. De Rivierenbuurt werd gebouwd op stadsniveau; het oostelijk gedeelte lag op polderniveau. De geschatte kosten bedroegen in 1927 1,6 miljoen gulden, maar er werd wel ingeschat dat de brug ook in 1928 nog niet klaar zou zijn.  Toen was ook al bekend dat beeldhouwer Hildo Krop de brug zou voorzien van een weergave van de Genius van Amsterdam. De brug werd in verband met de scheepvaart en tram uitgevoerd worden als basculebrug. Ze was op voorhand voorzien van tramsporen die echter pas in 1939 in gebruik werden genomen.
In 1928 was het uit te voeren ontwerp gereed, maar er kon niet direct gebouwd worden. Eind april 1929 schreef de Gemeente Amsterdam een aanbesteding uit voor grondverbeteringen; rond juli 1929 werd er begonnen aan de zijde van de Rivierenbuurt, de oostzijde volgde direct daarna.   Geschat werd dat het wel enkele jaren zou duren voordat de brug in gebruik kon worden genomen. In de zomer van 1932 kon geconstateerd worden dat het beeld van de Berlagebrug zich al in de hoofden van de Amsterdammers genesteld had, de belangstelling ging toen voornamelijk uit naar het stadsstrandje tussen Berlagebrug en Schollenbrug. 
Op 28 mei 1932 werd de Berlagebrug, onder belangstelling van duizenden Amsterdammers, feestelijk geopend door het neerhalen van de klap/val. De brug was toen hij gereed kwam met 80 meter lang en 24 meter breed de grootste van Amsterdam. Tijdens de openingsceremonie sprak Burgemeester Willem de Vlugt onder andere het volgende:
Zij is voltooid in een periode van depressie; maar zij staat daar als een teeken, dat Amsterdam ook in moeilijke oogenblikken niet versaagt en getrouw aan de nobele traditie van ons volk den plicht verstaat een eens begonnen werk ook te voltooien.
Van een doorgaande route richting Amsterdam-Oost was toen nog geen sprake; de brug landde aan de oostzijde op de Weesperzijde, de uitvalsweg richting Weesp en Duivendrecht. Toch was al direct op de Nieuwe Amstelbrug merkbaar dat het verkeer rustiger werd. Op 15 oktober 1939 kwam in aansluiting op de brug de Mr.Treublaan in gebruik en nam het belang van de brug toe voor de verbinding met het nieuwe Station Amsterdam Amstel.

## Architectuur
De centrumzijde van de brug symboliseert de afsluiting van de stad Amsterdam. Deze zijde is monumentaal en karaktervol, vooral vanwege de prominente toren, waarop een vier meter hoge keramische afbeelding is bevestigd. Deze Genius van Amsterdam werd door Hildo Krop ontworpen. Op de plaat is de Genius van Amsterdam afgebeeld, zoals zij uit het water oprijst. Zij is getooid met de gouden keizerskroon en wordt beschenen door een stralende zon.
De andere kant van de brug symboliseert het landelijke en de rust van de rivier de Amstel, zoals deze uit zuidelijke richting stroomt. Oorspronkelijk had de brug de kleuren van een donkere regenboog; het rood en zwart, grijs natuursteen, gelig Beiers graniet, rode klinkers en groene tegels.
Het ontwerp bevat niet alleen de Berlageburg zelf, maar ook de omgeving. Onder het rijksmonument zijn dan ook de plaatselijke kaden, brug- en kadeleuningen, terras, hekwerken en botenhuizen opgenomen. Het zichtbare gedeelte van de brug is grotendeels opgetrokken van oranje verblendsteen met hier en daar natuurstenen elementen zoals hoekblokken. De balustraden worden gevormd door smeedijzeren T-profielen (rood) die afsteken tegen de groene koperen leuningen. Voor de totale overspanning van honderd meter ontwierpen Berlage en Biemond een centrale brug met aan elke zijde twee aanbruggen. Door te kiezen voor vijf doorvaarten moest het brugwachtershuisje, ook wel het enige verticale element van de brug genoemd, asymmetrisch geplaatst worden; men koos voor de kant van de Rivierenbuurt. Die aanbruggen kunnen gebruikt worden door minder hoog gelegen schepen, zoals bijvoorbeeld de roeiboten.

### Mei 1945
Vlak voor de aankomst van de geallieerde troepen in Amsterdam, speelde het lokale verzet (lees: Knokploegen Amsterdam) met het plan om de Berlagebrug op te blazen. Dit ter voorkoming van de vlucht van Duitse militairen en gezagdragers richting Duitsland. Dit plan is nooit ten uitvoer gebracht. Wel slaagde de KP Linie Oost er in de aftocht van de Duitsers te bemoeilijken door een aantal bruggen, waaronder de Berlagebrug open te draaien.
De Berlagebrug vormde op 7 en 8 mei 1945 het decor van de bevrijding van Amsterdam. Op 7 mei trok een verkenningseenheid van de Britse 49e Infanteriedivisie bestaande uit 32 man, waaronder twee oorlogscorrespondenten, in vier lichte pantserwagens en zes brencarriers, vanaf de frontlijn naar het westen. Deze bereikte rond 13.00 uur de grens van Amsterdam. Op dinsdag 8 mei kwam een grote legermacht van Canadezen de stad via de Berlagebrug binnen.

### 21e eeuw
Al midden 20e eeuw moesten er aanpassingen komen aan de brug. Zo was het houten wegdek versleten en moest de rijweg verbreed worden. Het werd opgevangen door het plaatsen van een geheel stalen klap/val. In de zomer moet de brug dan ook bij warm weer worden besproeid om te voorkomen dat ze te veel uitzet en daardoor onbeweegbaar wordt.
De drukke verkeersbrug had dusdanig te lijden onder het zware verkeer dat zij in 2001 en 2002 werd gerenoveerd. Daarbij werden er aan de bestaande val aluminium verbredingen gehangen voor voetgangers- en fietsers. Er werd metselwerk gecorrigeerd en ook het beeldbepalende brugwachtershuis werd gerenoveerd. In juni 2017 heeft er opnieuw onderzoek naar de toestand van de brug plaatsgevonden, men constateerde allerlei kleine gebreken zonder dat er direct gevaar dreigde. Ook voldoet de brug niet meer aan de wettelijk gestelde eisen voor veiligheid. Er werd onderzocht in welke staat de gebruikte materialen zich bevonden, er werd sondering toegepast door Fugro en ook de paalfundering werd nagekeken. Aan de hand van het onderzoek werd bekeken wanneer en hoe de brug gerenoveerd kon worden. Men hield rekening met een kostenpost van 30 miljoen euro en een sluiting over een langere periode, zonder dat er in de omgeving plaats was voor alternatieven.
Nader onderzoek leverde echter op dat de brug er beter bij lag dan in eerste instantie gedacht. Bouwondernemer Mobilis verrichtte de renovatie voor een aanneemsom van 12 miljoen en de werktijd werd aanzienlijk ingekort tot een aantal maanden in plaats van jaren. Van 24 juli tot en met 10 november 2023 was de brug voor alle verkeer afgesloten. Er was tijdens de afsluiting een hulpbrug voor fietsers en voetgangers aan de noordzijde van de brug waarvan ook politie, brandweer en ambulances gebruik mochten maken. De monumentale brug  werd vernieuwd en kreeg onder meer een nieuw beweegbaar brugdek en nieuw binnenwerk. Ook werden de monumentale onderdelen van de brug gerenoveerd.
Het tram en busverkeer werd ingekort tot de Rivierenbuurt (tram: Victorieplein/Amsteldijk) of omgeleid via de Utrechtsebrug en Amstelstroombrug. Doordat de verkeerde rails voor op de brug waren besteld/geleverd bleef  het tramverkeer tot 21 juli 2024 aangepast, aldus het GVB

## Afbeeldingen

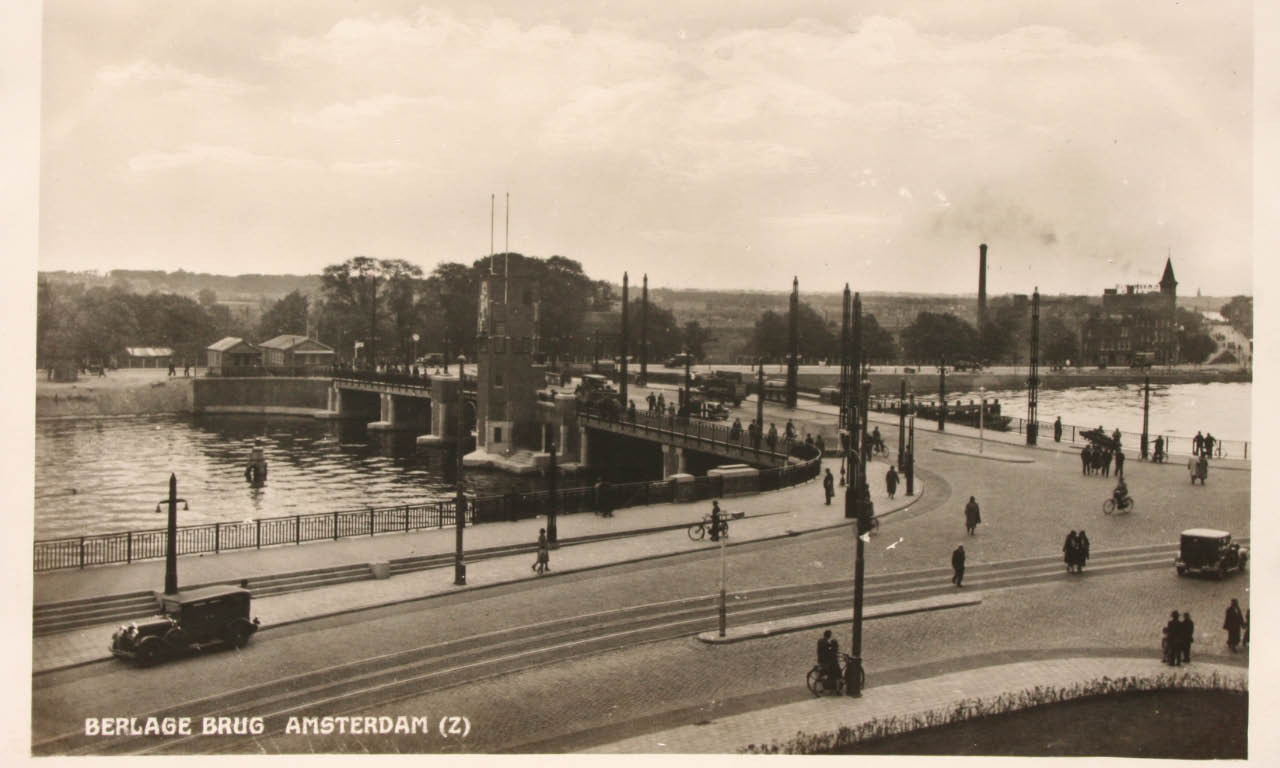
Berlagebrug in 1932; Rivierenbuurt kant is gereed; overzijde niet
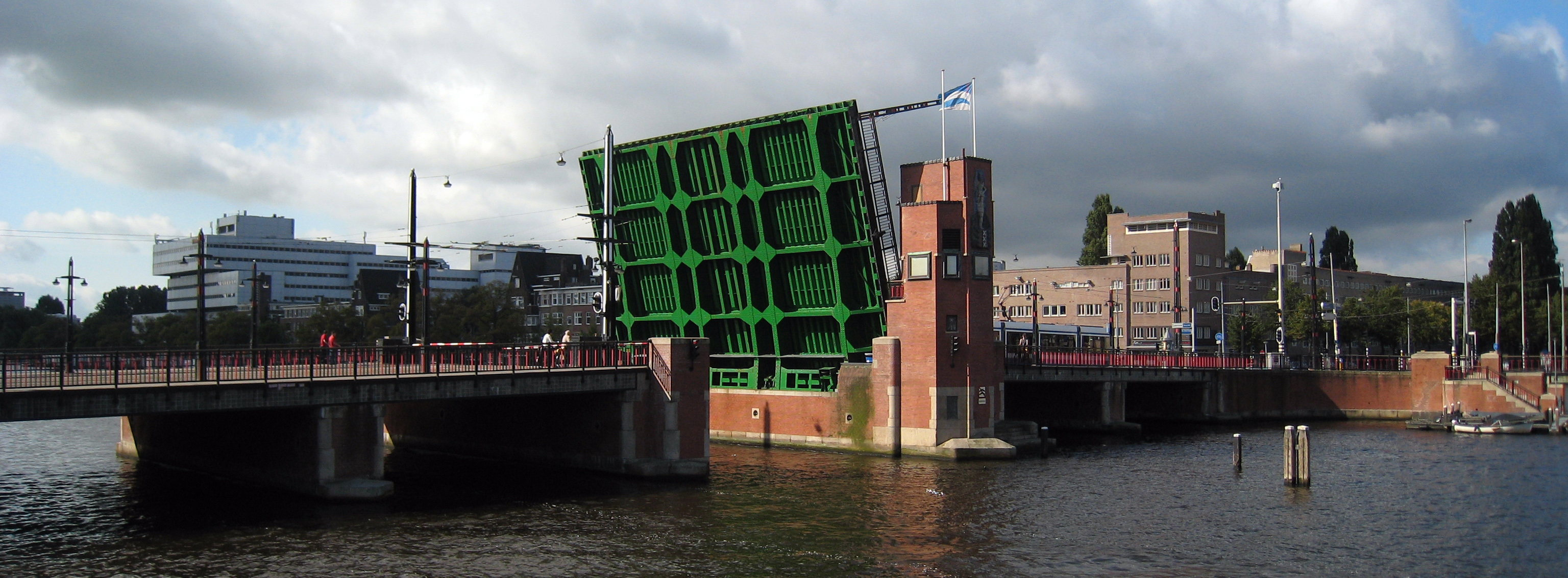
Berlagebrug in geopend toestand (augustus 2007)
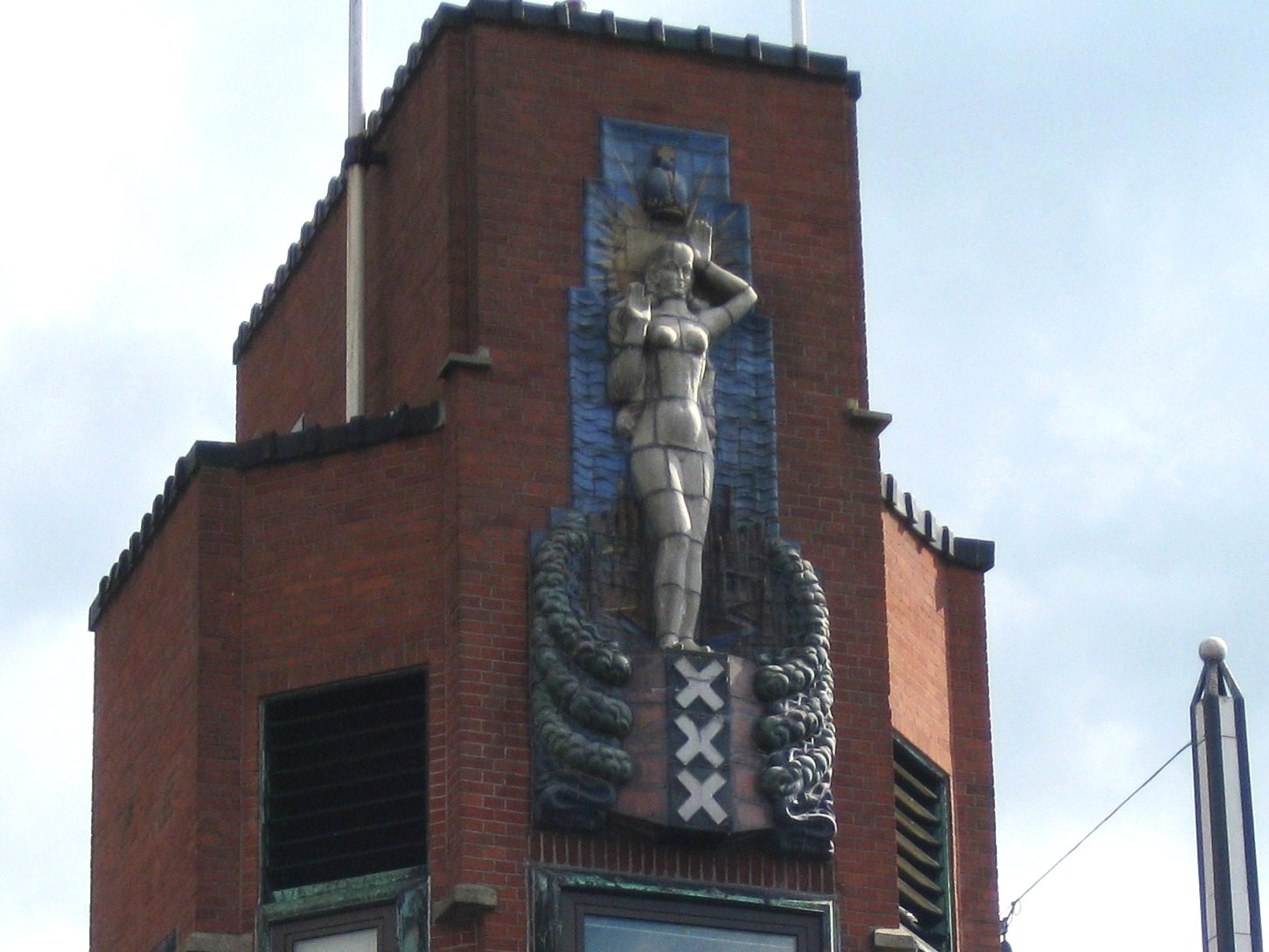
Genius van Amsterdam (mei 2014)
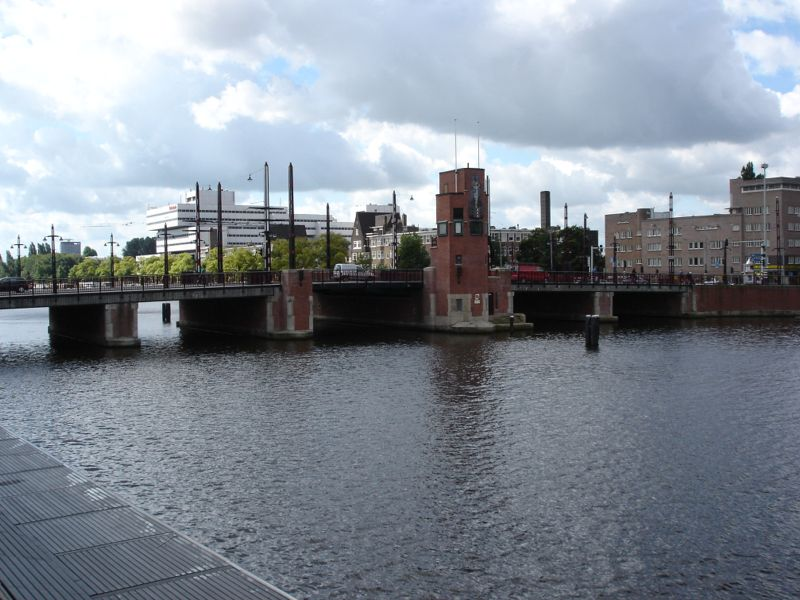
Berlagebrug (oktober 2005)
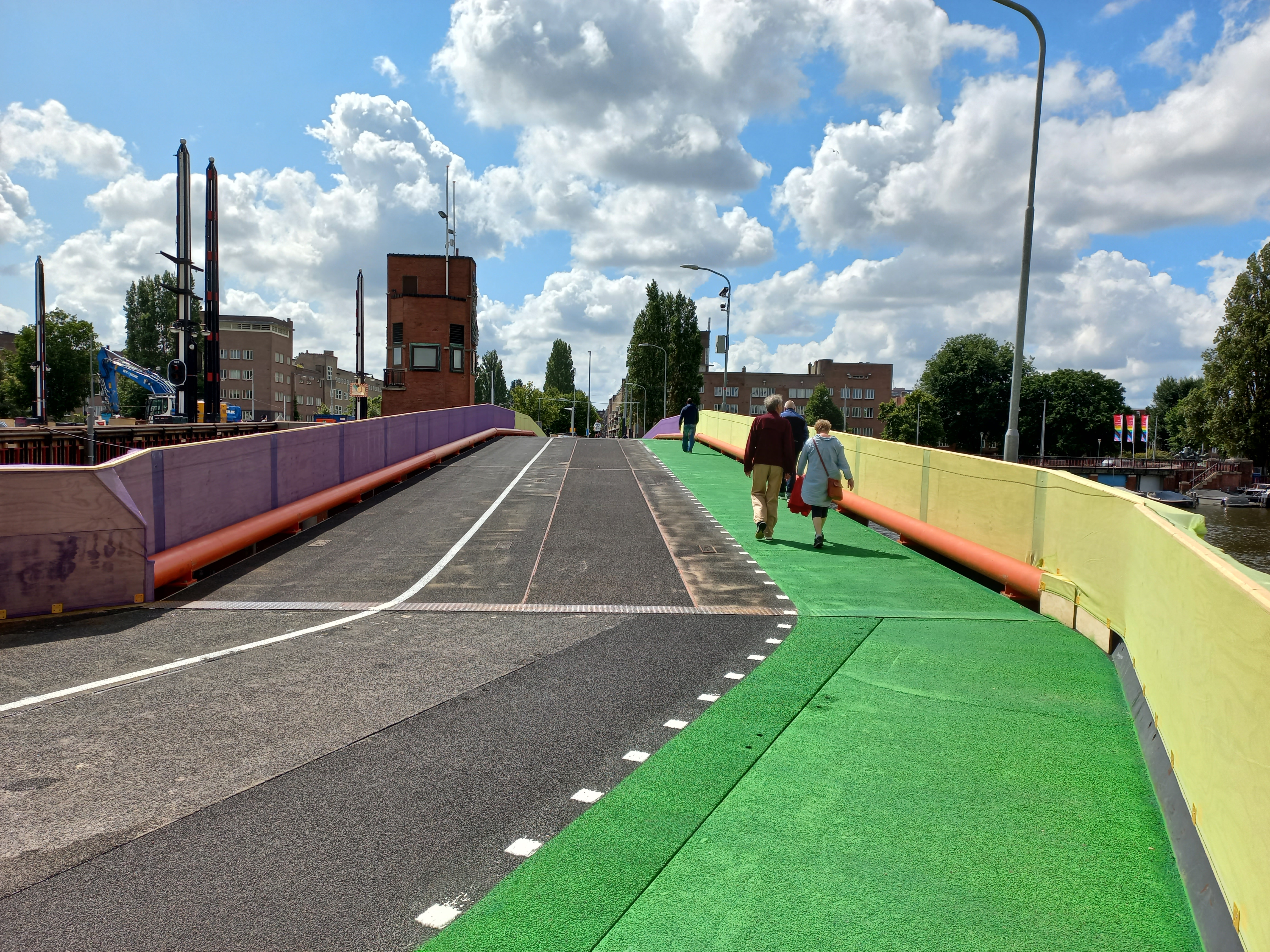
Noodbrug (juli 2023)
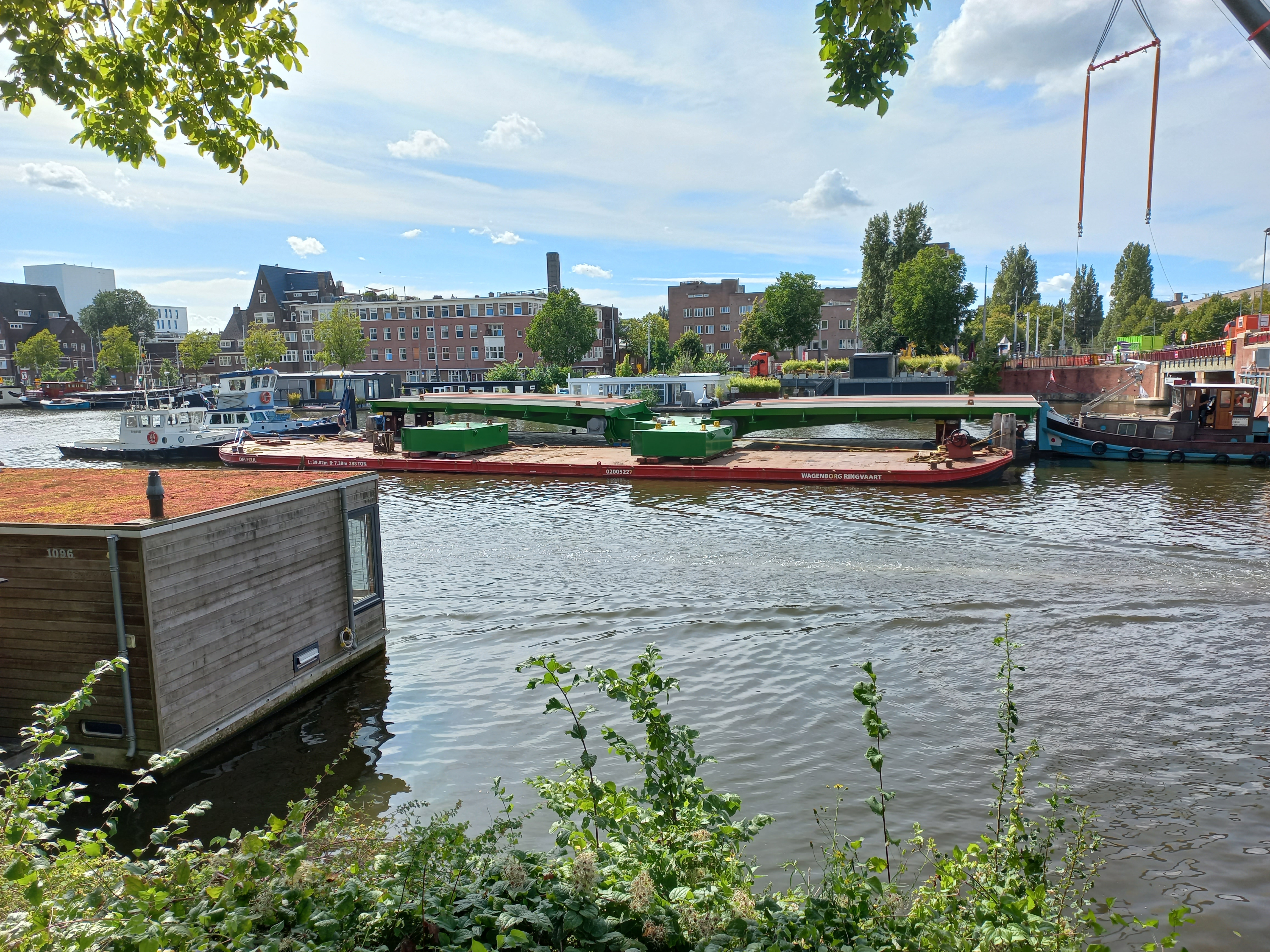
Aanvoer brugdek (juli 2023)
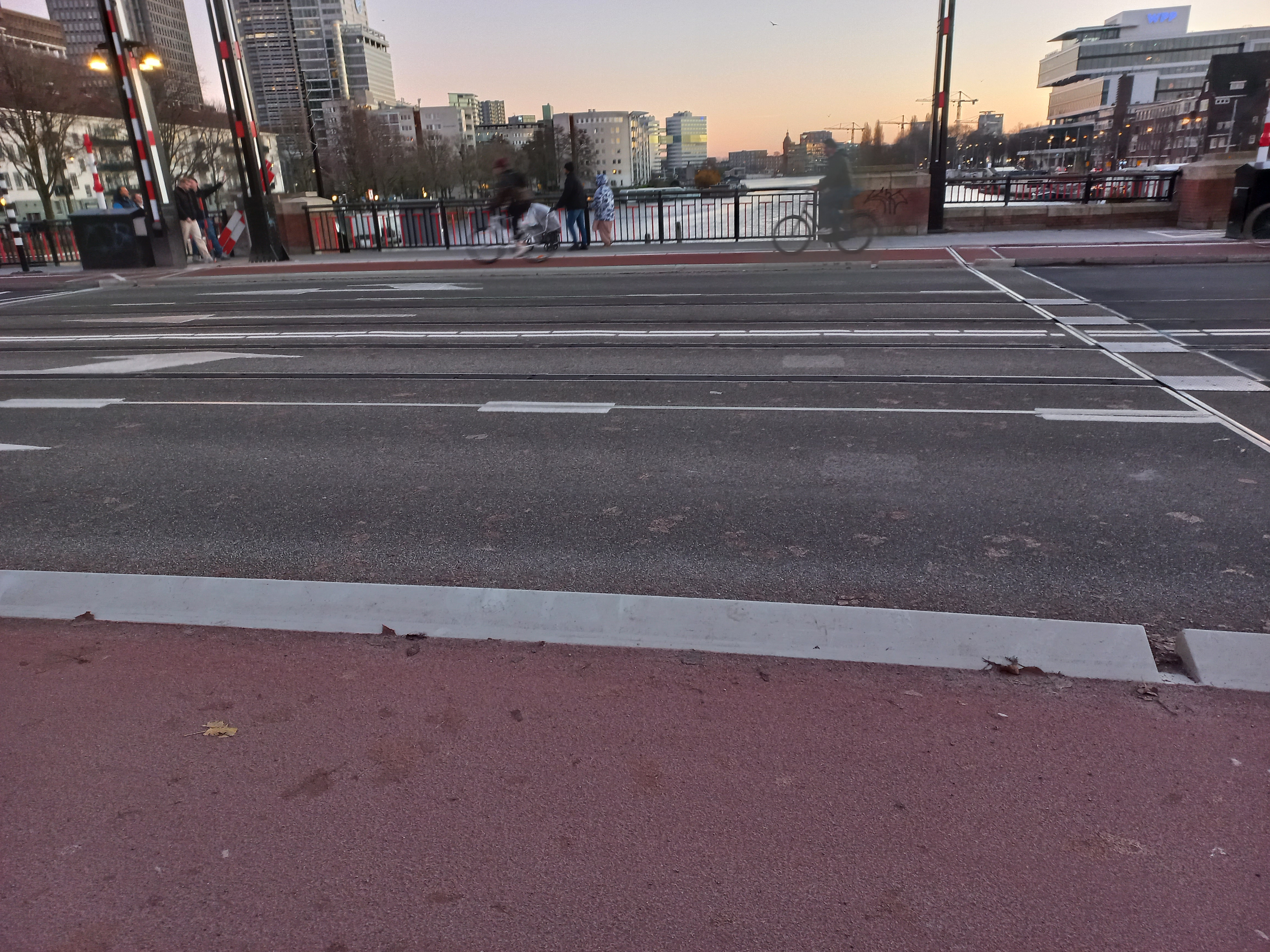
Berlagebrug zonder rails (december 2023)

## Tram
Sinds de opening van het Amstelstation op 15 oktober 1939 rijdt ook de Amsterdamse tram over de Berlagebrug. Lijn 5 tot 1952 en lijn 25 tot 1944. Na de oorlog werden de tramsporen op de brug in 1948 en 1949 ook bereden door lijn S. Van 1952-1971 waren zij uitsluitend bestemd voor remiseritten en omleidingen. In 1971 verliet lijn 7 zijn route door de Wibautstraat en ging via de Vrijheidslaan en Berlagebrug naar het Amstelstation rijden. Sinds 1977 gaat lijn 12 via deze route.